# François Héroult de Hottot
Pour les articles homonymes, voir Hottot.
François Héroult de Hottot est un homme politique français né le 1er mai 1756 à Hottot (Calvados), où il est meurt le 20 janvier 1823.

## Biographie
Conseiller au parlement de Rouen avant la Révolution, il est maire de Mondeville et député du Calvados de 1815 à 1823, siégeant à droite.

## Sources
- « Dictionnaire des parlementaires français de 1789 à 1889 (Adolphe Robert, Edgar Bourloton et Gaston Cougny) », sur gallica BNF (consulté le 5 janvier 2014)